# Skok przez płot

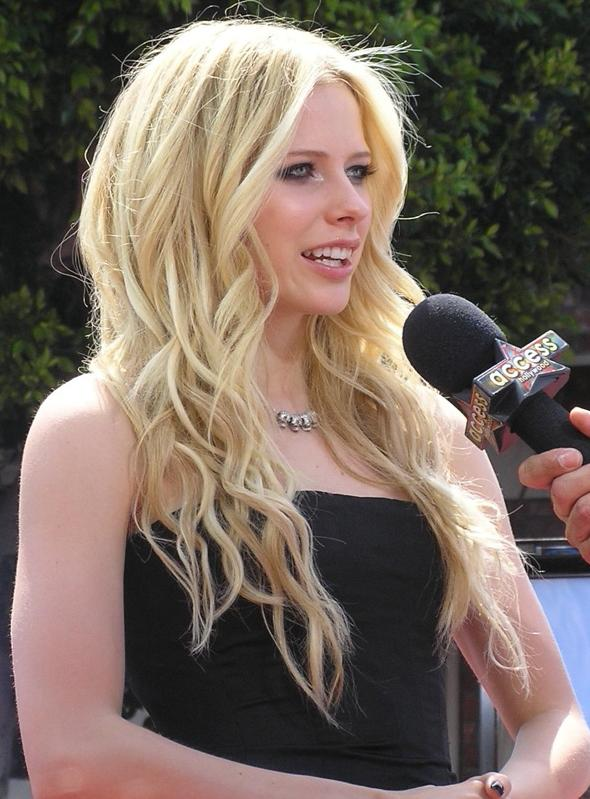
Avril Lavigne (użyczająca głosu Heather) podczas premiery filmu w Los Angeles

Skok przez płot – animowany komputerowo film bazujący na komiksie United Media o tym samym tytule wyreżyserowany przez Tima Johnsona i Karey Kirkpatrick i wyprodukowany przez Bonnie Arnold. Premiera filmu w kinach polskich odbyła się 7 lipca 2006.
Wyprodukowany przez Dreamworks Animation i dystrybuowany przez Paramount Pictures z powodu wykupienia przez Viacom macierzystej firmy DreamWorks SKG.
Dialogi polskie przygotował Bartosz Wierzbięta.
Ścieżka dźwiękowa z filmu, zawierająca muzykę Bena Foldsa, wydana została przez wytwórnie Epic Records i Sony Music Soundtrack.

## Fabuła
Szop RJ (Zbigniew Suszyński) przypadkowo niszczy jedzenie baribala Vincenta (Krzysztof Kowalewski). Ten każe mu odzyskać wszystko co zostało zniszczone w cały tydzień dopóki ten nie obudzi się ze snu zimowego. RJ udaje się do nowo wybudowanego osiedla domków jednorodzinnych. Tymczasem leśne zwierzęta - żółw Verne (Adam Ferency), wiewiórka Hammy (Jarosław Domin), opos Ozzie (Marek Obertyn) i jego córka Heather (Joanna Jabłczyńska), skunksica Stella (Joanna Wizmur), jeż Lou (Grzegorz Pawlak), jego żona Penny (Agata Kulesza) oraz ich dzieci - budzą się właśnie ze snu zimowego i odkrywają, że w miejsce lasu zostało wybudowane osiedle (to samo do którego udał się RJ). RJ chcąc wywiązać się z umowy zawartej z Vincentem postanawia wykorzystać nic nie wiedzące leśne zwierzęta i przekonuje ich do korzyści płynących z życia obok ludzi. RJ-owi szybko udaje się owinąć wokół palca leśne zwierzęta przez co te uznają go za przywódcę i nie zwracają uwagi na Verna który zaczyna czuć się odrzucony. Podczas gdy zwierzęta zaczynają kraść ludzkie jedzenie Verne zaczyna podejrzewać, jakie zamiary ma RJ. Tymczasem przewodnicząca mieszkańców osiedla zatrudnia pogromcę szkodników.

## Obsada
| Rola | Polski głos                                         | Angielski głos      |
| --- | --------------------------------------------------- | ------------------- |
| RJ, szop | Zbigniew Suszyński                                  | Bruce Willis        |
| Verne, żółw | Adam Ferency                                        | Garry Shandling     |
| Hammy, wiewiórka | Jarosław Domin                                      | Steve Carell        |
| Ozzie, opos | Marek Obertyn                                       | William Shatner     |
| Heather, córka Ozzie'ego | Joanna Jabłczyńska                                  | Avril Lavigne       |
| Stella, skunks | Joanna Wizmur                                       | Wanda Sykes         |
| Vincent, niedźwiedź baribal | Krzysztof Kowalewski                                | Nick Nolte          |
| Lou, jeżozwierz | Grzegorz Pawlak                                     | Eugene Levy         |
| Penny, żona Lou | Agata Kulesza                                       | Catherine O’Hara    |
| Bucky, syn Lou i Penny | Beniamin Lewandowski Marcel Dworczyk Piotr Brzywczy | Sami Kirkpatrick    |
| Spike, syn Lou i Penny | Beniamin Lewandowski Marcel Dworczyk Piotr Brzywczy | Shane Baumel        |
| Quillo, syn Lou i Penny | Beniamin Lewandowski Marcel Dworczyk Piotr Brzywczy | Madison Davenport   |
| Tiger, kot domowy | Jarosław Boberek                                    | Omid Djalili        |
| Gladys | Joanna Jeżewska                                     | Allison Janney      |
| Czyściciel Dwayne van Dal | Krzysztof Stelmaszyk                                | Thomas Haden Church |
| Debbie | Anna Apostolakis                                    | Debra Wilson        |
| Opracowanie wersji polskiej: Start International Polska Reżyseria: Artur Kaczmarski Dialogi polskie: Bartosz Wierzbięta Dźwięk i montaż: Michał Skarżyński Kierownik produkcji: Elżbieta Araszkiewicz W pozostałych rolach: Wit Apostolakis-Gluziński, Artur Kaczmarski, Dominika Kluźniak, Zbigniew Konopka, Cezary Kwieciński, Kajetan Lewandowski, Krzysztof Szczerbiński, Anna Sztejner, Robert Tondera, Joanna Węgrzynowska, Janusz Wituch, Beata Wyrąbkiewicz |                                                     |                     |

## Opinie krytyków
Recenzje krytyków były zazwyczaj pozytywne. W portalu Rotten Tomatoes został oceniony na 75%. Ken Fox z TVGuide.com nazwał film „satyrą amerykańskiego konsumpcjonizmu i ślepego wykorzystania środowiska naturalnego”.

## Informacje biurowe
Podczas weekendu premierowego film uzyskał przychód ze sprzedanych biletów 38 457 003 dolarów w 4 093 kinach. Na dzień 6 stycznia 2011 film osiągnął na całym świecie 336 002 996 dolarów wpływów z biletów.